# Iris Tió i Casas
Iris Tió i Casas   (Barcelona, 2 de novembre de 2002) és una nedadora catalana en modalitat de natació sincronitzada.
Nascuda a Barcelona, és filla de músics. Als cinc anys, es va iniciar en la natació sincronitzada al Club Natació Kallípolis una vegada a la setmana, i amb nou anys va començar a entrenar diàriament.
Ha participat a diversos campionats a nivell europeu. Encara en categoria júnior, el 2017 a Belgrad va obtenir dues medalles de bronze en les proves de duet lliure i en rutina combinada, i el maig de 2018 va ser proclamada campiona d'Espanya en solitari tècnic i lliure al Centre Mundial-86 de Madrid, on va destacar tambe en les categories de duet, equip i rutina combinada. En el Campionat d'Europa de Natació de 2018, celebrat a Glasgow, en les proves preliminars del solo lliure va quedar en quarta posició.
Al Campionat d'Europa de Natació de 2020 a Budapest, va debutar en la modalitat de duet amb Alisa Ozhogina en una gran competició, on van estrenar la coreografia prevista per als Jocs Olímpics, i van quedar en sisena posició. L'any següent va participar en els Jocs Olímpics de Tòquio 2020, en les proves de natació artística per parelles i equips. En la prova per parelles va participar amb la sevillana Ozhogina; classificades per a la final, van acabar en desena posició. Als Jocs Olímpics de París 2024 va aconseguir la medalla de bronze en la prova d'equip.
Ha estat la primera nedadora catalana, i la primera de la delegació espanyola, a aconseguir una medalla d'or en la modalitat de solo lliure en un mundial de natació, en el Mundial de Singapur, el 22 de juliol de 2025. A més, juntament amb el nedador català Dennis González es proclamaren campions del món en duo mixt lliure.